# Chauliodites sennikovi

Chauliodites sennikovi (лат.) — ископаемый вид насекомых из семейства Chaulioditidae (отряд Grylloblattida). Пермский период (Тихвинское, Рыбинский ярус, оленёкский ярус, возраст находки 247—251 млн лет), Россия, Ярославская область (58.0° N, 39,0° E).

## Описание
Длина переднего крыла — 9,0 мм.  Сестринские таксоны: Chauliodites circumornatus, Ch. geniatus, Ch. issadensis, Ch. eskovi, Ch. afonini, Ch. ponomarenkoi. Вид был впервые описан в 2003 году российским палеоэнтомологом Д. С. Аристовым (Палеонтологический институт РАН, Москва) по ископаемым отпечаткам под первоначальным названием Tomia sennikovi.